# Hosszúcsőrű bíborbegy
A hosszúcsőrű bíborbegy (Heliomaster longirostris)  a madarak osztályának sarlósfecske-alakúak (Apodiformes)  rendjébe és a kolibrifélék (Trochilidae) családjába tartozó faj.

## Rendszerezése
A fajt Jean Baptiste Audebert és Louis Pierre Vieillot írták le 1801-ben, a Trochilus nembe Trochilus longirostris néven.

## Alfajai
- Heliomaster longirostris albicrissa Gould, 1871
- Heliomaster longirostris longirostris (Audebert & Vieillot, 1801)
- Heliomaster longirostris pallidiceps Gould, 1861[2]

## Előfordulása
Mexikó déli részén, Costa Rica, Guatemala, Honduras, Nicaragua, Panama, Salvador, Belize, Bolívia, Brazília, Kolumbia, Ecuador, Francia Guyana, Guyana, Paraguay, Peru, Suriname, Trinidad és Tobago, valamint Venezuela területen honos. A természetes élőhelye szubtrópusi és trópusi síkvidéki esőerdők, száraz erdők és csejések valamint legelők és erősen leromlott egykori erdők. Állandó, nem vonuló faj.

## Megjelenése
Testhossza 12 centiméter, testtömege 5,5-7,1 gramm.
|  |

## Életmódja
Nektárral táplálkozik.

## Külső hivatkozások
- Képek az interneten a fajról
- Xeno-canto.org - a faj hangja